# Arta Renașterii

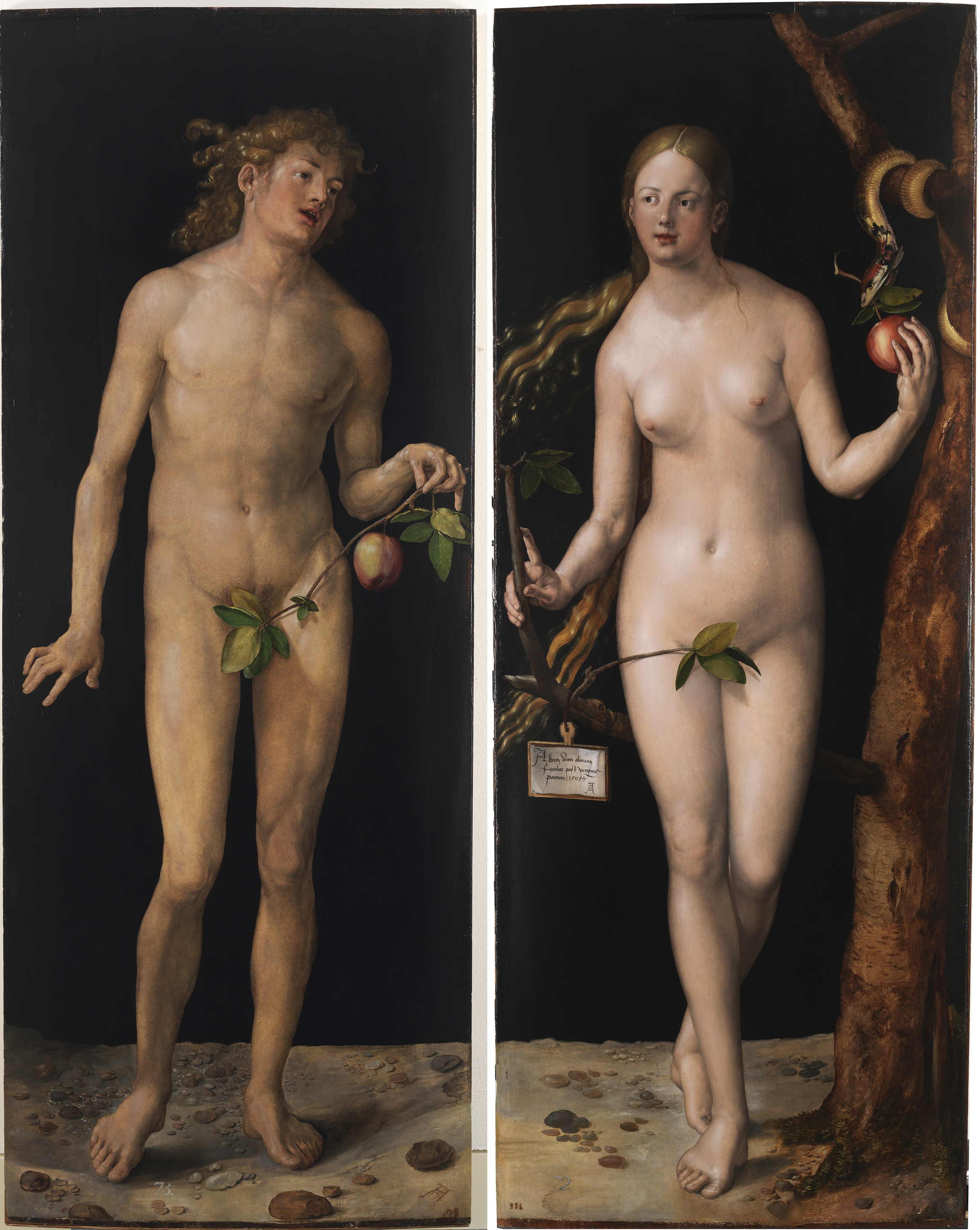
Albrecht Dürer, Adam și Eva în Muzeul Prado, 1507

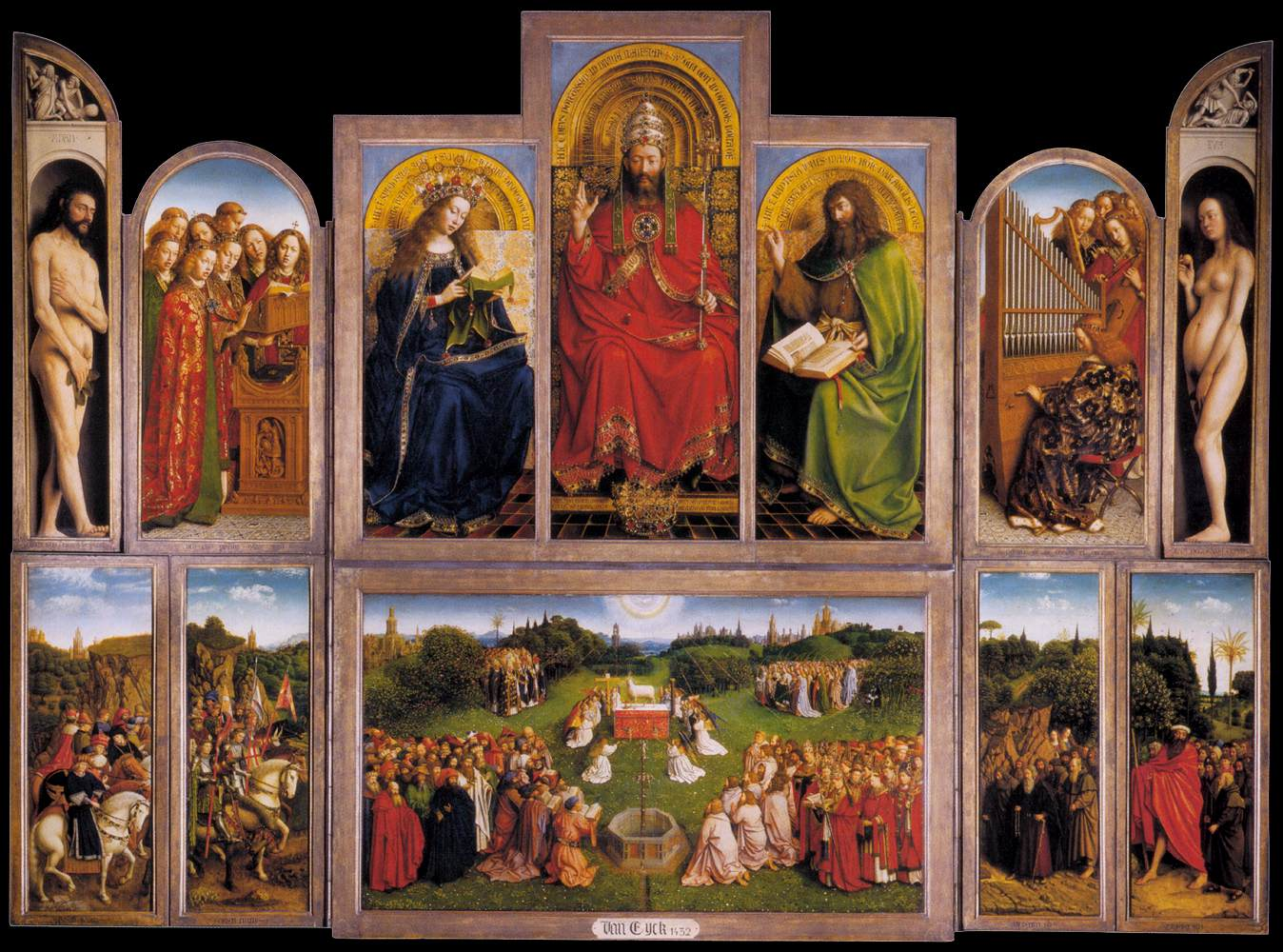
Jan van Eyck, Altarul din Gent: Adorația Mielului Mistic (vedere din interior), 1432

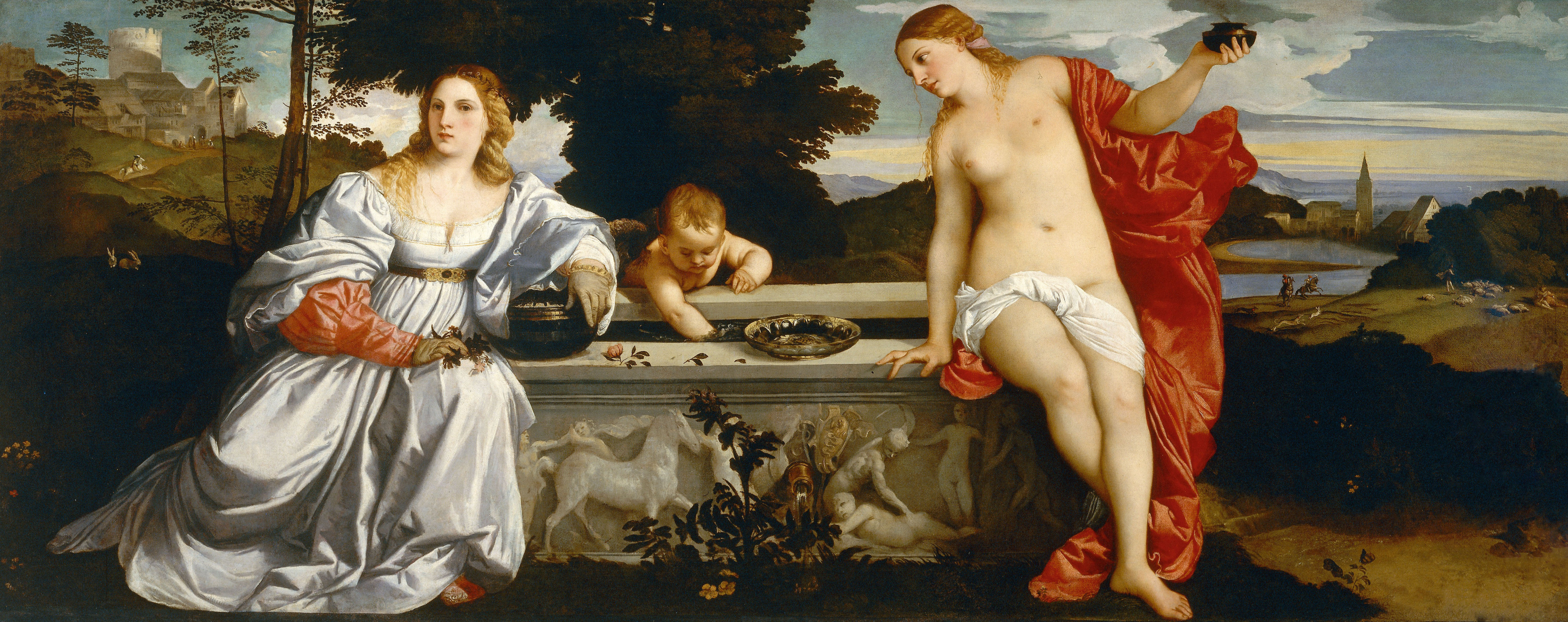
Tiţian, Dragoste sacră și profană, c. 1513 – 1514, Galleria Borghese, Roma

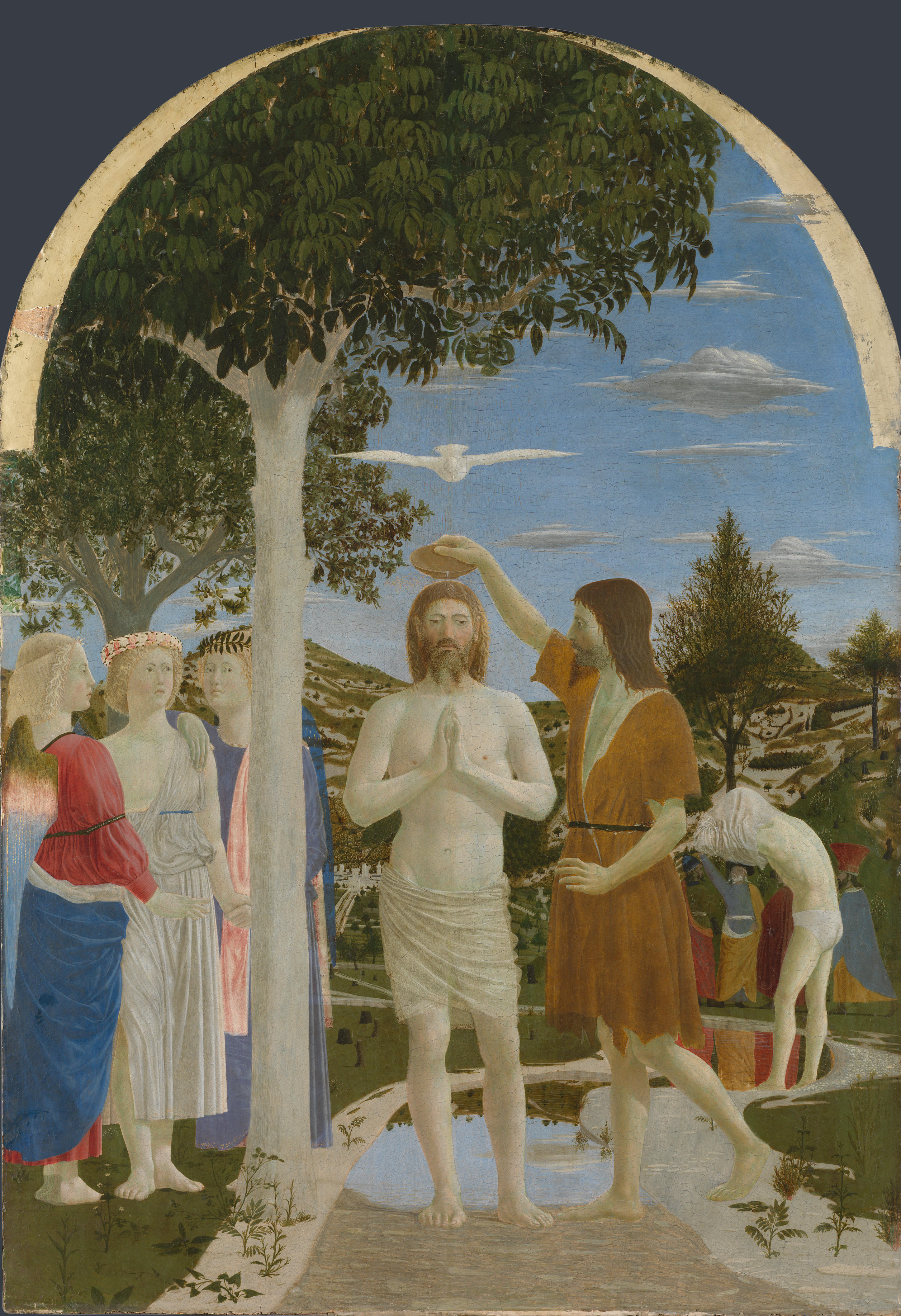
Piero della Francesca, Botezul lui Hristos, c. 1450, National Gallery, Londra

Arta Renașterii (1350 – 1620) se referă la pictura, sculptura și arta decorativă din perioada din istoria Europei cunoscută sub numele de Renaștere. Acest curent a apărut în Italia în jurul anului 1400 d.Hr. ca un stil artistic diferit, în paralel cu evoluțiile care au avut loc în filosofie, literatură, muzică, știință și tehnologie. Arta Renașterii a avut la bază arta antichității clasice, percepută ca fiind cea mai nobilă dintre tradițiile antice, dar a transformat această tradiție prin adoptarea evoluțiilor recente din arta Europei de Nord și prin aplicarea cunoștințelor științifice contemporane. Împreună cu filosofia umanistă a Renașterii, ea s-a răspândit în întreaga Europă, afectându-i atât pe artiști, cât și pe sponsorii acestora, prin dezvoltarea de noi tehnici și noi sensibilități artistice. Pentru istoricii de artă, arta Renașterii marchează tranziția Europei de la perioada medievală la Epoca modernă timpurie.

Sandro Botticelli, Nașterea zeiței Venus, c. 1485, Uffizi, Florența

Ansamblul operelor de artă, incluzând pictura, sculptura, arhitectura, muzica și literatura, identificate drept „artă renascentistă”, a apărut cu precădere în Europa în secolele XIV - XVI, sub influența combinată a unei atenții sporite acordate naturii, a unei renașteri a tradiției clasice greco-latine și a unei viziuni mai individualiste asupra omului. Cercetătorii nu mai cred că Renașterea a marcat o ruptură bruscă de valorile medievale, așa cum sugerează cuvântul francez renaissance, care înseamnă literalmente „renaștere”. În multe regiuni europene, arta Renașterii timpurii a apărut în paralel cu arta arta medievală târzie.

## Origini
Se consideră că apariția artei renascentiste a contribuit la apariția „omului renascentist” la începutul secolului al XV-lea. Tot arta a influențat schimbările majore care au afectat filosofia, literatura, arhitectura, teologia, știința, guvernarea și alte aspecte ale societății. Lista de mai jos prezintă un rezumat al transformărilor sociale și culturale identificate drept factori care au contribuit la dezvoltarea artei Renașterii. Fiecare dintre acești factori este tratat pe larg în articolele principale citate. Cercetătorii din perioada Renașterii s-au concentrat asupra prezentului și asupra modalităților de îmbunătățire a vieții umane, neglijând filosofia si religia medievală. În această perioadă, savanți și umaniști precum Erasmus, Dante și Petrarca au criticat credințele superstițioase, fiind sceptici în privința acestora. Conceptul de educație și-a lărgit astfel spectrul și s-a concentrat mai mult pe crearea unui „om ideal” capabil să înțeleagă arta, muzica, poezia și literatura și să aibă capacitatea de a le aprecia.
- Textele clasice, pierdute de savanții europeni de secole, au devenit disponibile. Acestea au inclus documente de filosofie, proză, poezie, dramă, știință, o teză despre arte și teologia creștină timpurie.
- Europa a dobândit acces la matematică avansată, ce își avea rădăcinile în operele savanților islamici.
- Apariția sistemului de tipărire cu caractere mobile în secolul al XV-lea a permis raspândirea cu ușurință a ideilor și a dus la scrierea unui număr tot mai mare de cărți destinate unui public mai larg.
- Fondarea Băncii Medici și comerțul ce a urmat, au adus orașului italian, Florența o prosperitate fără precedent.
- Cosimo de' Medici a introdus un nou model de sustinere a artelor, independent de biserică sau monarhie.
- Filosofia umanistă a adus schimbarea conform căreia relația omului cu umanitatea, universul și Dumnezeu nu mai aparținea exclusiv a bisericii.
- Interesul reînnoit pentru clasici a generat primul studiu arheologic al rămășițelor romane de către arhitectul Brunelleschi și sculptorul Donatello. Reîntoarcerea la un stil arhitectural inspirat din modelele clasice a dat naștere unui clasicism similar în pictură și sculptură, ce s-a manifestat încă din anii 1420 în picturile lui Masaccio și Uccello.
- Îmbunătățirea vopselei în ulei și progresele realizate de către artiști belgieni și francezi precum Robert Campin, Jan van Eyck, Rogier van der Weyden și Hugo van der Goes, in tehnica de pictură în ulei, au condus la adoptarea acesteia în Italia, începând cu 1475 având in final un impact durabil asupra practicilor de pictură din întreaga lume.
- Prezența fortuită în Florența la începutul secolului al XV-lea a unor personalități de geniu artistic, precum Masaccio, Brunelleschi, Ghiberti, Piero della Francesca, Donatello și Michelozzo, a dat naștere unui ethos care a generat mari maeștri ai Renașterii târzii, sustinând și încurajând totodată mulți artiști mai puțin cunoscuți să realizeze lucrări de o calitate excepțională[5].
- Un patrimoniu artistic similar s-a manifestat în Veneția prin talentata familie Bellini, influenții lor socri Mantegna, Giorgione, Titian și Tintoretto.[5][6][7]
- Publicarea a două lucrări de Leone Battista Alberti, De pictura ("Despre pictură") în 1435 și De re aedificatoria ("Zece cărți despre arhitectură") în 1452.

## Istorie

### Proto-Renașterea în Italia, 1280–1400

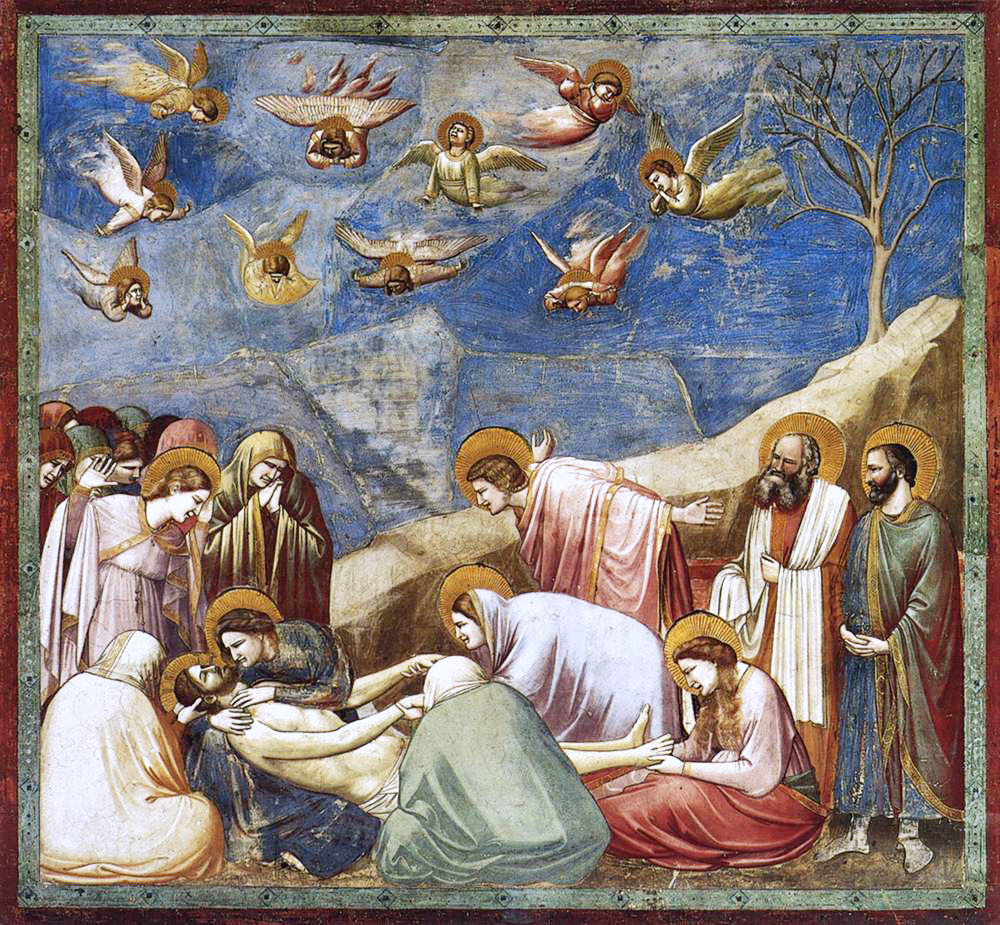
Giotto : Plângerea, c. 1305, Capela Scrovegni, prefigurează Renașterea.

În Italia, la sfârșitul secolului al XIII-lea și începutul secolului al XIV-lea, sculptura realizată de Nicola Pisano și fiul său Giovanni Pisano, care au lucrat la Pisa, Siena și Pistoia, arată tendințe puternic clasicizante, influențate probabil de cunoașterea acestor artiști a sarcofagelor romane antice. Capodoperele lor sunt amvonul Baptisteriului și Catedrala din Pisa.
Contemporan cu Giovanni Pisano, pictorul florentin Giotto a creat un stil de pictură figurativă care era de o naturalețe, tridimensionalitate și vitalitate nemaivăzute, având un caracter clasicist, comparativ cu lucrările contemporanilor săi și a profesorului Cimabue. Giotto, a cărui capodoperă este ciclul Vieții lui Hristos de la Capela Arena din Padova, a fost considerat de biograful din secolul al XVI-lea Giorgio Vasari drept „salvator și restaurator al artei” din „stilul crud, tradițional, bizantin” predominant în Italia în secolul al XIII-lea.

### Renașterea timpurie în Italia, 1400–1495

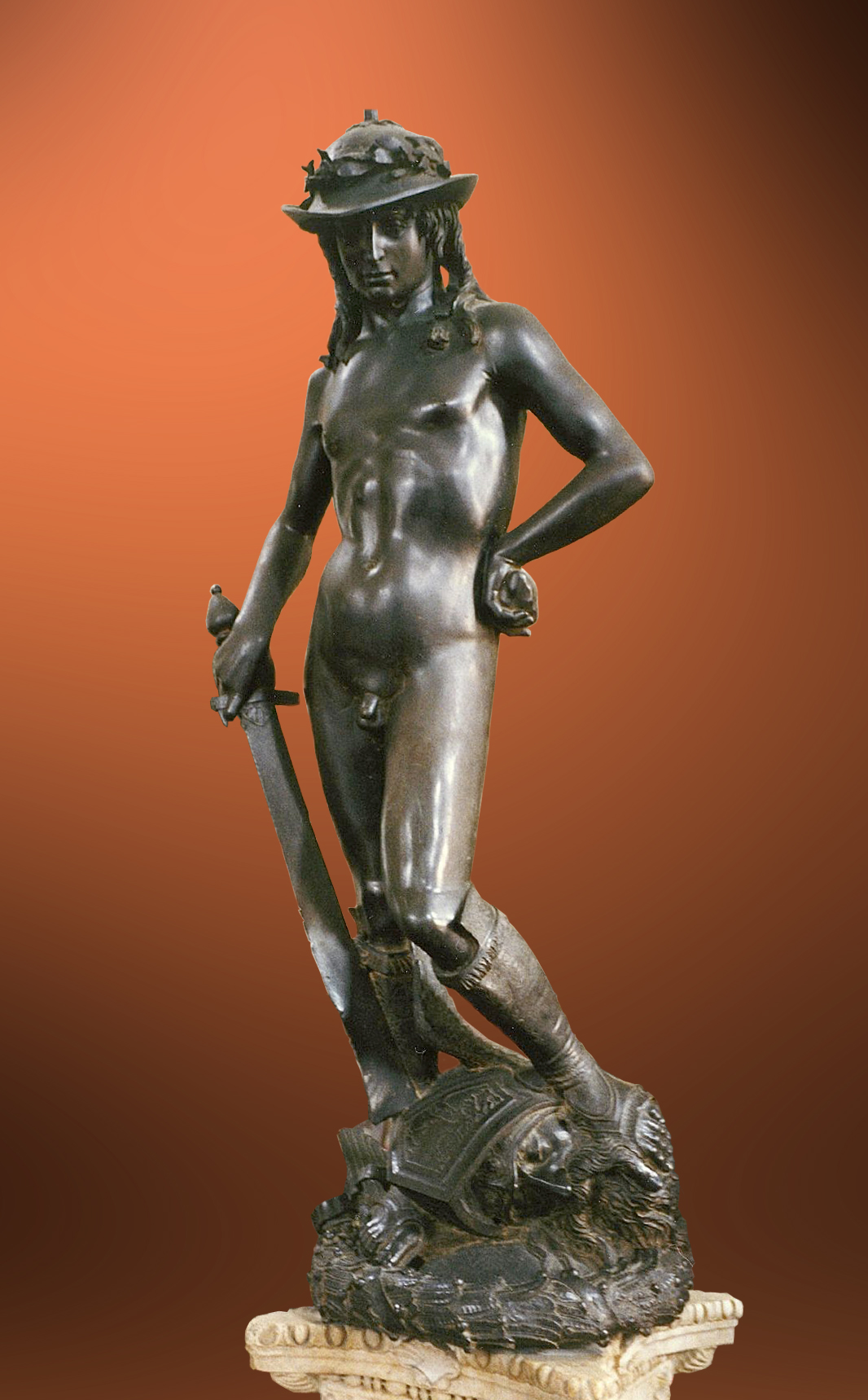
Donatello, David (1440?) Museo Nazionale del Bargello.

Deși atât Pisanos, cât și Giotto au avut elevi și adepți, primii adevărați artiști ai Renașterii au apărut la Florența abia în 1401, la competiția pentru sculptura unor uși din bronz ale Baptisteriului din Catedrala din Florența, la care au participat șapte tineri sculptori, inclusiv Brunelleschi, Donatello și câștigătorul, Lorenzo Ghibertif. 
Brunelleschi, arhitectul cel mai apreciat pentru priectarea domului Catedralei din Florența și al Bisericii San Lorenzo, a realizat și lucrări sculpturale, printre care un crucifix de dimensiuni naturale în Santa Maria Novella, renumit de altfel pentru naturalismul său. Se crede că pictorul Masaccio ar fi fost influențat de studiile sale de perspectivă. Donatello a devenit cel mai celebru sculptor al Renașterii timpurii, prin realizarea celor două capodopere : statuia umanistă și neobișnuit de erotică a lui David, una din simbolurile republicii florentine, și marele monument dedicat lui Gattamelata, primul ecvestru din bronz, de dimensiuni naturale, realizat pâna atunci.
Masaccio, un contemporan al lui Donatello, a fost un urmaș artistic al lui Giotto și a marcat începutul Renașterii timpurii în pictura italiană în 1425. El a dus mai departe tendința spre forme solide și expresii naturale în fețe și gesturi, pe care Giotto le inițiase cu un secol înainte. Între 1425 și 1428, Masaccio a realizat mai multe picturi pe panou, însă este cel mai cunoscut pentru ciclul de fresce început în Capela Brancacci, împreună cu artistul mai în vârstă Masolino. Aceste fresce au avut un impact profund asupra generațiilor de pictori, inclusiv Michelangelo. Moștenirea lui Masaccio a fost dusă mai departe de Fra Angelico, în special prin frescele sale de la Mănăstirea San Marco din Florența.
Pentru pictorii florentini din secolul al XV-lea, modul în care tratau perspectiva și lumina era o preocupare centrală. Uccello era atât de fascinat de ideea de a crea o perspectivă realistă, încât, potrivit lui Giorgio Vasari, acest lucru nu-l lăsa să doarmă. Rezultatele muncii sale pot fi admirate în capodopera sa, cele trei picturi din seria <i>Bătălia de la San Romano</i>, care se crede că au fost finalizate până în 1460. Piero della Francesca, pe de altă parte, a făcut studii sistematice și științifice despre lumină și perspectiva liniară, iar rezultatele sunt vizibile în frescele sale din ciclul Istoria adevăratei cruci de la biserica San Francesco din Arezzo
La Napoli, pictorul Antonello da Messina a fost printre primii care au folosit vopsele în ulei pentru portrete și picturi religioase, probabil încă din jurul anului 1450, înaintea altor pictori italieni. El a dus această tehnică spre nord, influențând artiștii din Veneția. Un alt pictor remarcabil din nordul Italiei a fost Andrea Mantegna, care a decorat Camera degli Sposi pentru patronul său, Ludovico Gonzaga, creând portrete ale familiei și curții într-un spațiu arhitectural iluzionist.
Sfârșitul Renașterii timpurii în arta italiană este marcat, la fel ca începutul ei, de o comandă specială care a adus artiștii împreună, de data aceasta pentru a colabora, nu pentru a concura. Papa Sixtus al IV-lea a reconstruit Capela Papală, numită Capela Sixtină în onoarea sa, și a cerut unui grup de artiști – Sandro Botticelli, Pietro Perugino, Domenico Ghirlandaio și Cosimo Rosselli – să decoreze pereții cu fresce care prezintă Viața lui Iisus Hristos și Viața lui Moise. Cele șaisprezece picturi mari realizate de aceștia, deși fiecare artist a lucrat în stilul său propriu, urmează aceleași principii de organizare și folosesc tehnici precum iluminarea, perspectiva liniară și atmosferică, redarea anatomiei, scurtarea (foreshortening) și caracterizarea. Toate aceste tehnici atinseseră un nivel de excelență în marile ateliere florentine ale lui Ghiberti, Verrocchio, Ghirlandaio și Perugino.

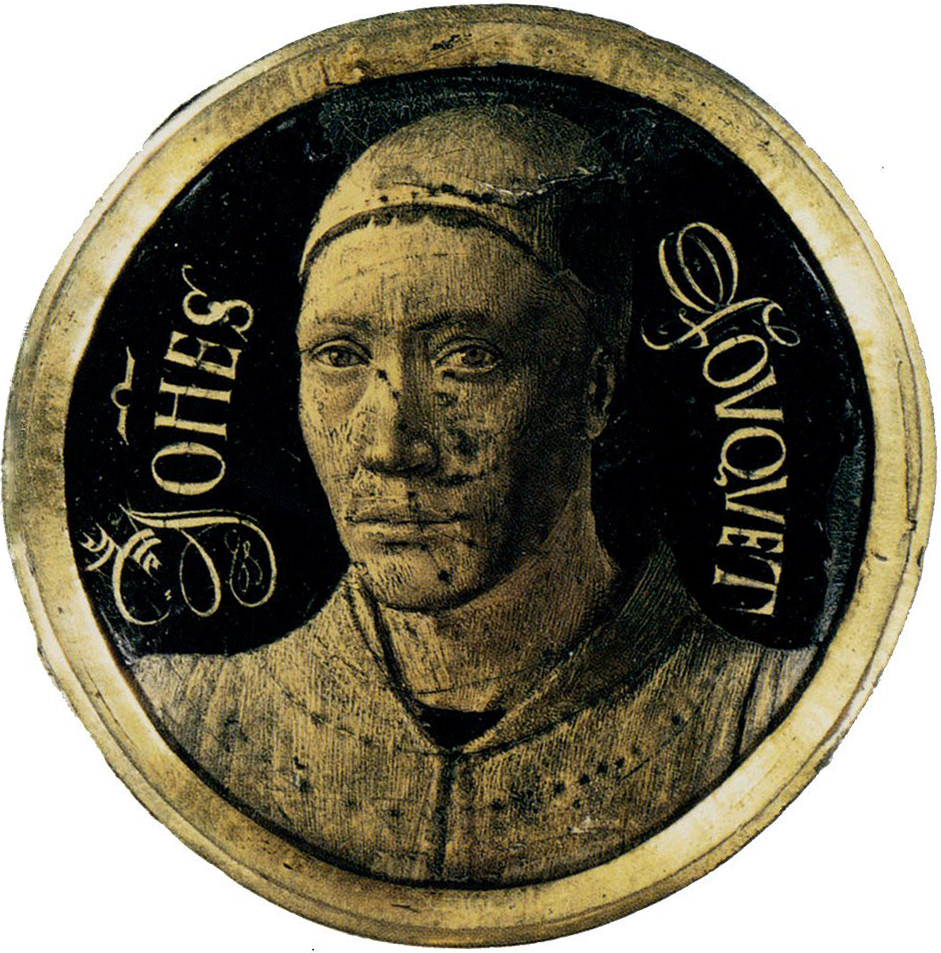
Jean Fouquet, autoportret (1450). Cel mai vechi portret în miniatură și, posibil, cel mai vechi autoportret formal.

### Arta timpurie din Țările de Jos, 1425–1525

Rogier van der Weyden, Coborârea de pe cruce (c. 1435), ulei pe panou de stejar,, Muzeul Prado, Madrid.

Pictorii din Țările de Jos din acea perioadă includ pe Jan van Eyck, fratele său, Hubert van Eyck, Robert Campin, Hans Memling, Rogier van der Weyden și Hugo van der Goes. Arta lor s-a dezvoltat în mare parte separat de Renașterea italiană timpurie, fără să fie influențată de o dorință conștientă de a readuce în prim-plan antichitatea.
Stilul pictural a evoluat din pictura medievală realizată în tempera, pe panouri și manuscrise iluminate, precum și pe alte suporturi, cum ar fi vitraliul. Tehnica frescei era mai puțin folosită în Europa de Nord. Materialul principal folosit era vopseaua pe baza de ulei, care fusese folosită încă de mult pentru pictarea scuturilor și accesoriilor cerimoniale din piele, datorită flexibilității și durabilității sale. Primele picturi in ulei din Țările de Jos sunt foarte detaliate și precise, asemănătoare celor în tempera. Uleiul permitea redarea variațiilor de tonuri și texturi, ceea ce ajuta la observarea naturii în cele mai mici detalii.
Pictorii din Țările de Jos nu abordau crearea unei picturi folosind perspectivă liniară si proporțiile corecte. Ei păstrau o viziune medievală asupra proporțiilor ierarhice și simbolismului religios, dar în același timp se bucurau de tratarea realistă a elementelor materiale, atât naturale, cât și făcute de om. Jan van Eyck, împreună cu fratele său Hubert, a pictat „Altarul Mielului Mistic”. Este posibil ca Antonello da Messina să fi cunoscut lucrările lui Van Eyck, în timpul șederii sale în Napoli sau Sicilia. În 1475, „Retarul Portinari” al lui Hugo van der Goes a ajuns la Florența, unde a avut o influență majoră asupra multor pictori, în special asupra lui Domenico Ghirlandaio, care a creat un altar inspirat din elementele acestuia.
Un pictor foarte important din Țările de Jos la sfârșitul perioadei a fost Hieronymus Bosch, care folosea forme fanteziste, adesea folosite pentru a decora margini și litere în manuscrise iluminate. El combina forme de plante și animale cu elemente arhitecturale. Când aceste forme erau scoase din contextul iluminării și populate cu oameni, picturile lui Bosch dobândeau o calitate suprarealistă, fără echivalent în lucrările altor pictori din Renaștere. Capodopera lui este tripticul „Grădina deliciilor pământești”.

### Renașterea timpurie în Franța, 1375–1528

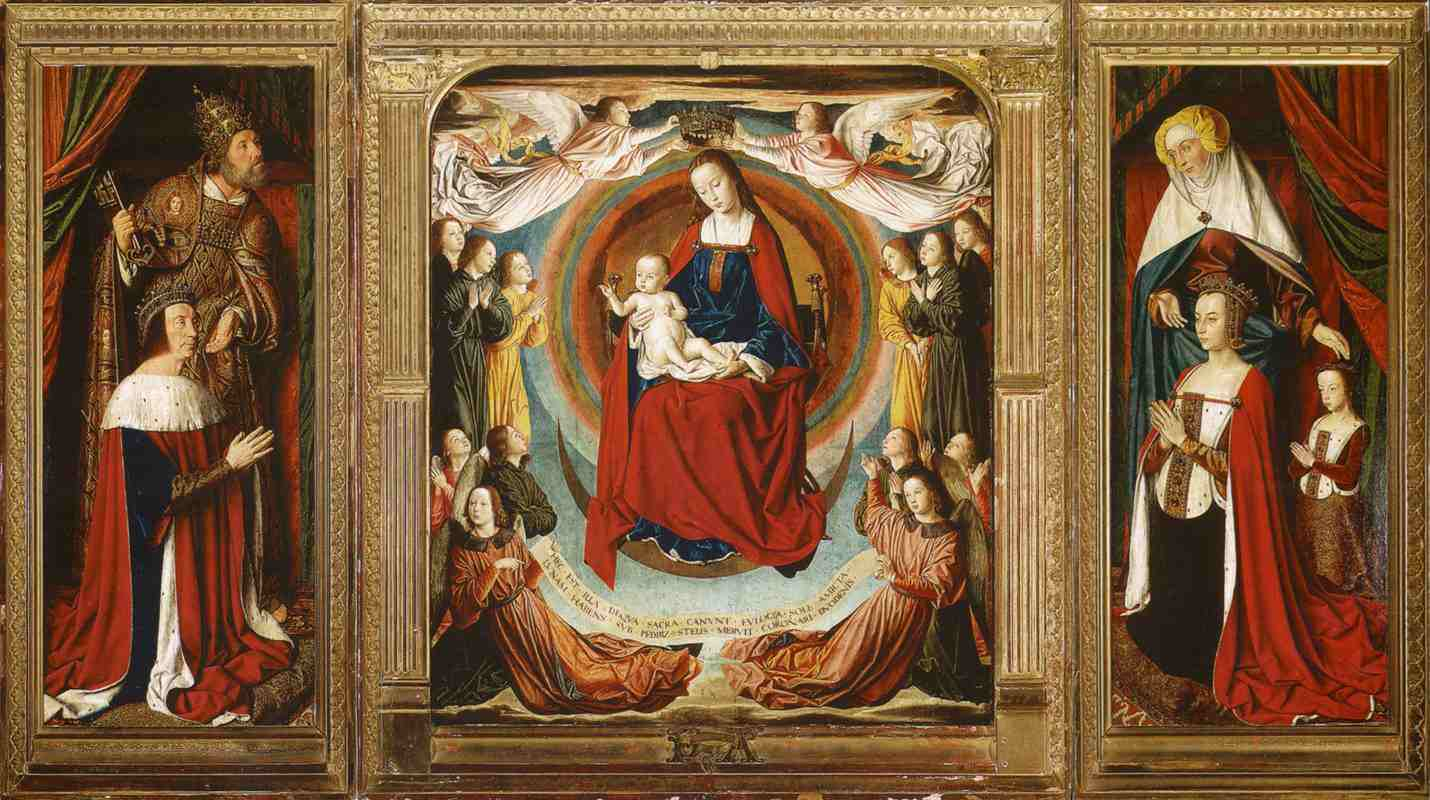
Jean Hey, Tripticul Moulins, c. 1498, ulei pe panou, Catedrala Moulins

Artiștii din Franța (inclusiv duciile ca Burgundia) erau adesea legați de curțile regale, realizând manuscrise iluminate și portrete pentru nobili, dar și picturi religioase și altare. Printre cei mai renumiți se numără frații Limbourg, iluminați flamanzi și creatori ai celebrului manuscris „Très Riches Heures du Duc de Berry”. Jean Fouquet, pictor al curții regale, a vizitat Italia în 1437 și a fost influențat de pictorii florentini, cum ar fi Paolo Uccello. Deși este cel mai cunoscut pentru portretele sale, cum ar fi cel al regelui Carol al VII-lea al Franței, Fouquet a realizat și iluminări și se crede că a fost cel care a inventat portretul in miniatura.
La acea vreme, erau mai mulți artiști care au creat altare celebre, al căror stil era destul de diferit de cel italian sau flamand. Printre aceștia se numără două figuri enigmatice: Enguerrand Quarton, căruia i se atribuie „Pieta” din Villeneuve-lès-Avignon, și Jean Hey, cunoscut și sub numele de „Maestrul din Moulins”, după celebra sa lucrare „Retarul din Moulins”. În aceste lucrări, realismul și atenția la detalii ale figurii umane, emoțiilor și iluminării se îmbină cu o formalitate medievală, care include fundaluri aurite.

### Renașterea târzie în Italia, 1495–1520
„Genialul universal” Leonardo da Vinci a dus la perfecțiune aspectele artei picturale (iluminarea, perspectiva liniară și atmosferică, anatomia, scurtarea formelor și caracterizarea) care îi preocupaseră pe artiștii din Renașterea Timpurie, dedicându-și întreaga viață studiilor și înregistrării atente a observațiilor sale despre natura înconjurătoare. Alegerea vopselei pe ulei ca mediu principal i-a permis să surprindă lumina și efectele acesteia asupra peisajelor și obiectelor într-un mod mult mai natural și cu o mai mare intensitate dramatică decât fusese posibil până atunci, așa cum se poate vedea în „Mona Lisa” (1503–1506). Disecțiile cadavrelor pe care le făcea au adâncit înțelegerea anatomiei scheletale și musculare, așa cum se poate observa în „Sfântul Ieronim în pustie” (c. 1480), lucrare neterminată. Redarea emoțiilor umane în „Cina cea de taină” (finalizată între 1495 și 1498) a stabilit un nou standard în pictura religioasă.

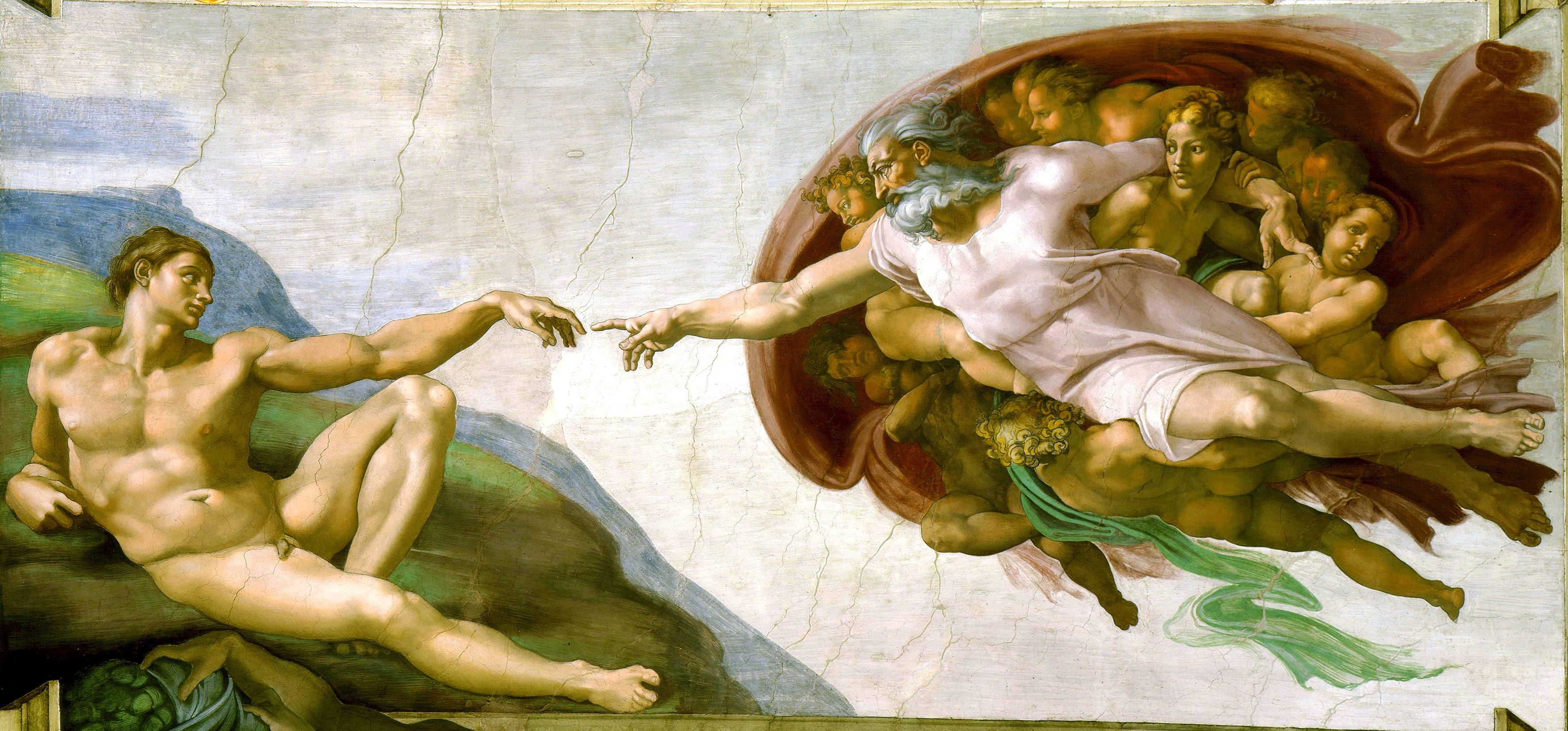
Michelangelo, Crearea lui Adam, c. 1511, din tavanul Capelei Sixtine

Arta lui Michelangelo, contemporanul mai tânăr al lui Leonardo, a urmat o direcție foarte diferită. Nici în pictura, nici în sculptura sa, Michelangelo nu a arătat vreun interes față de observarea obiectelor naturale, în afară de corpul uman. El și-a perfecționat tehnica de a-l reda încă de la douăzeci de ani, prin crearea statuii enorme din marmură a lui David și a grupului „Pietà” din Basilica Sf. Petru, Roma. Apoi, a început să exploreze posibilitățile expresive ale anatomiei umane. Comanda dată de Papa Iulius al II-lea pentru a picta tavanul Capela Sixtină a dus la o capodoperă supremă în compoziția figurativă, care a avut un impact profund asupra tuturor generațiilor de artiști europeni care au urmat. Lucrările sale ulterioare, „Judecata de Apoi” (pictată pe peretele altarului Capelei Sixtine între 1534 și 1541), au un stil manierism (sau Renaștere târzie), cu corpuri adesea alungite, care au înlocuit stilul Renașterii înalte între 1520 și 1530.
Alături de Leonardo și Michelangelo, Rafael a fost un alt mare pictor al Renașterii Înalte. Chiar dacă a trăit o viață scurtă, a realizat o mulțime de portrete vii și impresionante, printre care cele ale Papei Iulius al II-lea și ale succesorului său, Papa Leon al X-lea, dar și multe imagini ale Madonei și ale Pruncului Hristos, inclusiv celebra „Madonna Sixtină”. Moartea sa în 1520, la doar 37 de ani, este considerată de mulți istorici ca fiind sfârșitul Renașterii Înaltă, deși unii artiști au continuat să lucreze în acest stil mulți ani după aceea.
În nordul Italiei, Renașterea Înaltă este cel mai bine reprezentată de membrii școlii venețiene, mai ales prin lucrările târzii ale lui Giovanni Bellini, în special picturile sale religioase, care includ mai multe altare mari de tipul „Conversația sacră”, în care sfinți sunt adunați în jurul Madonei încoronate. Contemporanul său, Giorgione, care a murit la vârsta de 32 de ani, în 1510, a lăsat un număr mic de lucrări enigmatice, printre care și „Furtuna”, al cărei subiect rămâne o enigmă. Cele mai timpurii lucrări ale lui Tizian provin din perioada Renașterii Înalte, inclusiv celebrul altar „Inaltarea la cer a Fecioarei”, care combină acțiunea umană și drama cu o culoare spectaculoasă și o atmosferă unică. Tizian a continuat să picteze într-un stil caracteristic Renașterii Înalte până aproape de sfârșitul carierei sale, în anii 1570, deși începea să folosească din ce în ce mai mult culoarea și lumina pentru a contura figurile, în locul liniilor clare.

### Arta Renașterii germane

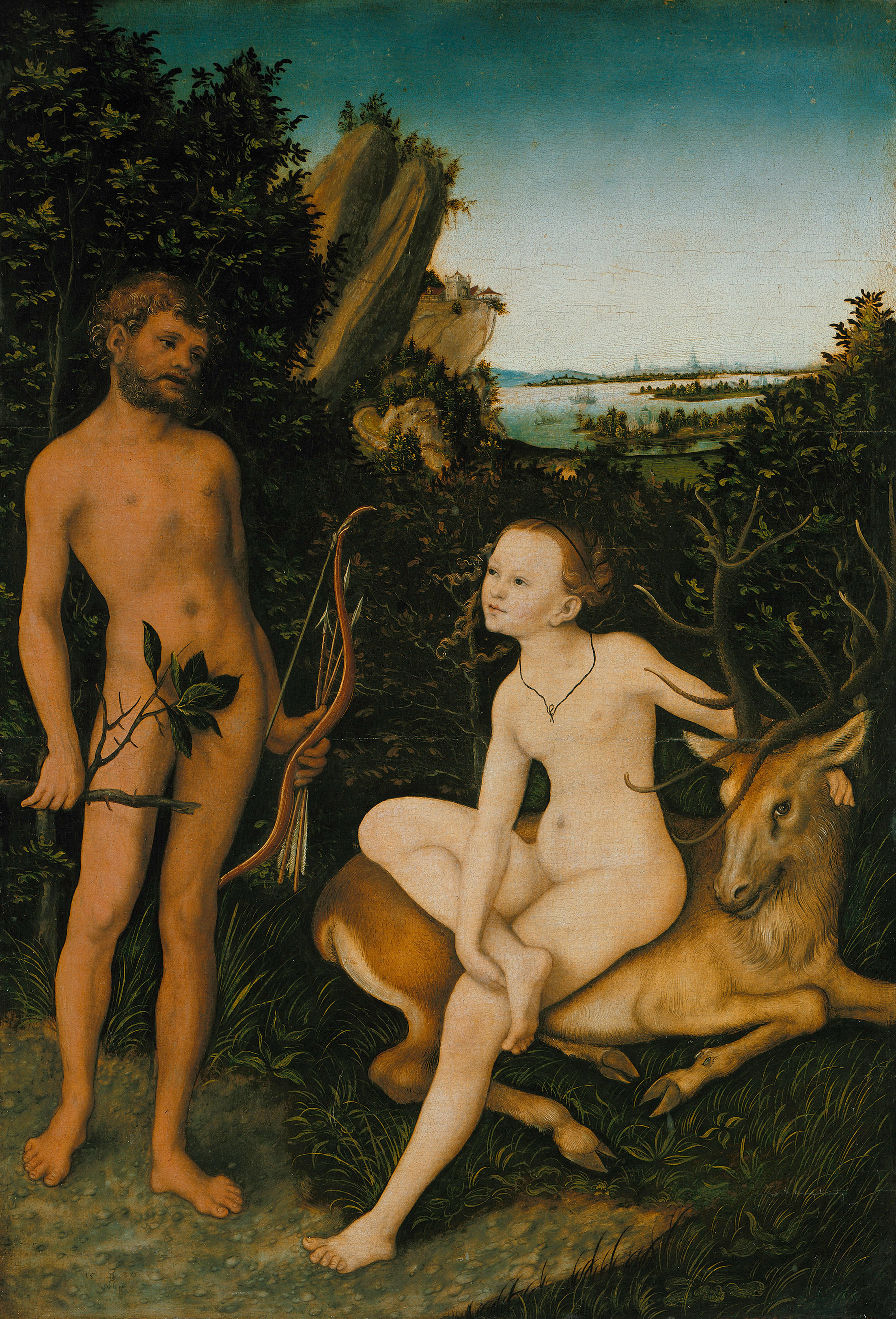
Lucas Cranach cel Bătrân, Apollo și Diana.

Arta Renașterii germane face parte din Renașterea din Europa de Nord, cunoscută și sub denumirea de Renașterea de Nord. Influențele Renașterii au început să se facă simțite în arta germană în secolul al XV-lea, dar acest curent nu s-a răspândit prea mult. Conform „Gardner's Art Through the Ages”, Michael Pacher⁠(d), pictor și sculptor, este considerat primul artist german al cărui stil începe să arate influențe ale Renașterii italiene. De exemplu, pictura lui Pacher, „Sfântul Wolfgang forțează diavolul să țină cartea de rugăciuni” (c. 1481), este gotică târziu în stil, dar se poate observa și influența artistului italian Mantegna⁠(d).
În secolul al XVI-lea, arta Renașterii în Germania a devenit mai răspândită, deoarece, după cum spune Gardner, „Arta din nordul Europei în această perioadă este marcată de o bruscă conștientizare a progreselor făcute de Renașterea italiană și de dorința de a adopta acest nou stil cât mai rapid.” Unul dintre cei mai cunoscuți artiști ai Renașterii germane a fost Albrecht Dürer (1471–1528), ale cărui idei inspirate din clasicism l-au dus în Italia pentru a învăța mai multe despre artă. Atât Gardner, cât și Russell subliniază importanța contribuției lui Dürer la arta germană, aducând stilurile și ideile Renașterii italiene în Germania. Russell descrie acest lucru ca pe o „deschidere a ferestrelor gotice ale artei germane,” în timp ce Gardner îl consideră „misiunea sa de viață.” Este esențial de menționat că, așa cum observă Gardner, Dürer „a fost primul artist din nord care a înțeles pe deplin scopurile fundamentale ale Renașterii din sud,” chiar dacă stilul său nu reflecta întotdeauna acest lucru. Aceeași sursă spune că Hans Holbein cel Tânăr (1497–1543) a reușit să integreze ideile italiene, păstrând în același timp „tradițiile nordice ale realismului detaliat.” Aceasta se deosebește de tendința lui Dürer de a lucra în „stilul său german tradițional,” fără a combina stilurile germane și italiene. Alți artiști importanți ai Renașterii germane au fost Matthias Grünewald, Albrecht Altdorfer și Lucas Cranach cel Bătrân.
Meșteșugarii, cum ar fi gravorii, au început să se preocupe mai mult de aspectul estetic al lucrărilor lor, nu doar de perfecționarea tehnicii. Germania avea maeștri gravori, precum Martin Schongauer⁠(d), care făcea gravuri pe metal la sfârșitul anilor 1400. Gardner leagă această măiestrie a artelor grafice de dezvoltarea tiparului din Germania și spune că gravura pe metal a început să înlocuiască xilogravura în timpul Renașterii. Totuși, unii artiști, cum a fost Albrecht Dürer, au continuat să facă xilogravuri. Atât Gardner, cât și Russell remarcă calitatea superioară a xilogravurilor lui Dürer, iar Russell spune în „Lumea lui Dürer” că Dürer „le-a transformat în lucrări de artă de mare valoare.”

### Marea Britanie
Marea Britanie a adoptat destul de tarziu un stil al Renașterii propriu, iar mulți dintre artiștii de la curtea Tudorilor erau străini, în special din Țările de Jos, precum Hans Holbein cel Tânăr, care a murit în Anglia. Totuși, un domeniu în care britanicii au fost inovatori a fost portret in miniatura, pe care artiști ca Nicholas Hilliard⁠(d) au transformat-o într-un gen propriu, mult înainte ca acest stil să devină popular în restul Europei. În Scoția, arta Renașterii a fost, de asemenea, influențată de artiști veniți din afaceri externe și s-a concentrat, în mare parte, asupra curții regale.

## Teme și simbolism

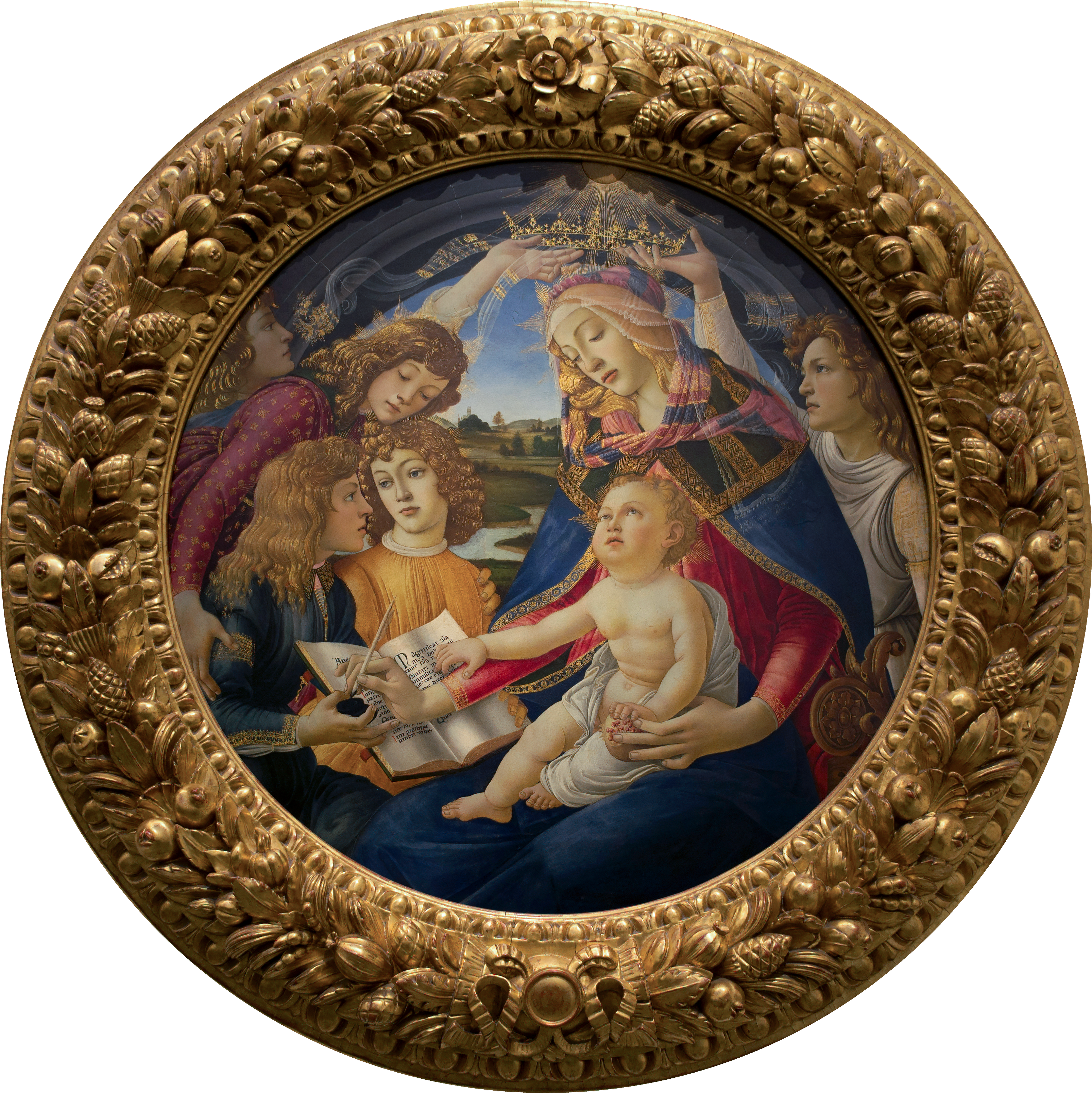
Sandro Botticelli, Madonna Magnificat, 1480–1481, tempera pe panou, Uffizi, Florența

Artiștii Renașterii au abordat o gamă largă de teme. Altaruri religioase, cicluri de fresce și lucrări mici pentru devoțiune personală erau extrem de populare. Pentru inspirație, pictorii din Italia și din Europa de Nord se întorceau adesea la „Legenda Aurea” a lui Jacobus de Voragine⁠(d) (1260), o lucrare importantă despre viețile sfinților care avusese deja un impact major asupra artiștilor medievali. Renașterea antichității clasice și umanismul renascentist au dus și la multe lucrări mitologice și istorice. De exemplu, poveștile lui Ovidiu erau foarte populare. De asemenea, ornamentele decorative, folosite frecvent în elementele arhitecturale pictate, erau influențate puternic de motivele clasice romane.

## Tehnici
- Utilizarea proporției – Primul tratament major al picturii ca fereastră în spațiu a apărut în opera lui Giotto di Bondone, la începutul secolului al XIV-lea. Adevărata perspectivă liniară a fost oficializată mai târziu, de Filippo Brunelleschi și Leon Battista Alberti. Pe lângă faptul că oferă o prezentare mai realistă a artei, a determinat pictorii renascentiști să compună mai multe picturi.
- Perspectiva – Termenul scurtare se referă la efectul artistic de scurtare a liniilor dintr-un desen pentru a crea o iluzie de profunzime.
- Sfumato – Termenul sfumato a fost inventat de artistul italian renascentist Leonardo da Vinci și se referă la o tehnică de pictură artistică de estompare sau atenuare a contururilor ascuțite prin amestecarea subtilă și graduală a unui ton în altul prin utilizarea glazurilor subțiri pentru a da iluzia de profunzime sau tridimensionalitate. Aceasta provine din cuvântul italian sfumare care înseamnă a se evapora sau a se estompa. Originea latină este fumare, a fuma.
- Clarobscur – Termenul de clarobscur se referă la efectul de modelare a picturii artistice prin utilizarea unui contrast puternic între lumină și întuneric pentru a da iluzia de profunzime sau tridimensionalitate. Aceasta provine de la cuvintele italiene care înseamnă lumină ( chiaro ) și întuneric ( scuro ), o tehnică care a intrat în uz pe scară largă în perioada barocului.

## Lista artiștilor Renașterii

### Italia
- Giotto di Bondone (1267–1337)
- Filippo Brunelleschi (1377–1446)
- Masolino (c. 1383 – c. 1447)
- Donatello (c. 1386 – 1466)
- Pisanello (c. 1395 – c. 1455)
- Fra Angelico (c. 1395 – 1455)
- Paolo Uccello (1397–1475)
- Masaccio (1401–1428)
- Leone Battista Alberti (1404–1472)
- Filippo Lippi (c. 1406 – 1469)
- Domenico Veneziano (c. 1410 – 1461)
- Piero della Francesca (c. 1415 – 1492)
- Andrea del Castagno (c. 1421 – 1457)
- Benozzo Gozzoli (c. 1421 – 1497)
- Alessio Baldovinetti (1425–1499)
- Antonio del Pollaiuolo (1429–1498)
- Antonello da Messina (c. 1430 – 1479)
- Giovanni Bellini (c.1430–1516)
- Andrea Mantegna (c. 1431 – 1506)
- Andrea del Verrocchio (c. 1435 – 1488)
- Giovanni Santi (1435–1494)
- Carlo Crivelli (c. 1435 – c. 1495)
- Donato Bramante (1444–1514)
- Sandro Botticelli (c. 1445 – 1510)
- Luca Signorelli (c. 1445 – 1523)
- Biagio d'Antonio (1446–1516)
- Pietro Perugino (1446–1523)
- Domenico Ghirlandaio (1449–1494)
- Leonardo da Vinci (1452–1519)
- Pinturicchio (1454–1513)
- Filippino Lippi (1457–1504)
- Andrea Solari (1460–1524)
- Piero di Cosimo (1462–1522)
- Vittore Carpaccio (1465–1526)
- Bernardino de' Conti (1465–1525)
- Giorgione (c. 1473–1510)
- Michelangelo (1475–1564)
- Lorenzo Lotto (1480–1557)
- Raphael (1483–1520)
- Marco Cardisco (c. 1486 – c. 1542)
- Titian (c. 1488/1490 – 1576)
- Correggio (c. 1489 – 1534)
- Pietro Negroni (c. 1505 – c. 1565)
- Sofonisba Anguissola (c. 1532 – 1625)
- Hubert van Eyck (1366?–1426)
- Robert Campin (c. 1380 – 1444)
- Frații Limbourg ( fl. 1385–1416)
- Jan van Eyck (1385?–1440?)
- Rogier van der Weyden (1399/1400–1464)
- Jacques Daret (c. 1404 – c. 1470)
- Petrus Christus (1410/1420–1472)
- Dirk Bouts (1415–1475)
- Hugo van der Goes (c. 1430/1440 – 1482)
- Hans Memling (c. 1430 – 1494)
- Hieronymus Bosch (c. 1450 – 1516)
- Gerard David (c. 1455 – 1523)
- Geertgen tot Sint Jans (c. 1465 – c. 1495)
- Quentin Matsys (1466–1530)
- Jean Bellegambe (c. 1470 – 1535)
- Joachim Patinir (c. 1480 – 1524)
- Adriaen Isenbrant (c. 1490 – 1551)

### Germania
- Hans Holbein cel Bătrân (c. 1460 – 1524)
- Matthias Grünewald (c. 1470 – 1528)
- Albrecht Dürer (1471–1528)
- Lucas Cranach cel Bătrân (1472–1553)
- Hans Burgkmair (1473–1531)
- Jerg Ratgeb (c. 1480 – 1526)
- Albrecht Altdorfer (c. 1480 – 1538)
- Leonhard Beck (c. 1480 – 1542)
- Hans Baldung (c. 1480 – 1545)
- Wilhelm Stetter (1487–1552)
- Barthel Bruyn cel Bătrân (1493–1555)
- Ambrosius Holbein (1494–1519)
- Hans Holbein cel Tânăr (c. 1497 – 1543)
- Conrad Faber von Kreuznach (c. 1500 – c. 1553)
- Lucas Cranach cel Tânăr (1515–1586)

### Franța
- Jean de Beaumetz (c. 1335 – 1396)
- Colart de Laon (c. 1355 – 1417)
- Enguerrand Quarton (c. 1410 – c. 1466)
- Henri Bellechose (fl. înainte de 1415 – înainte de 1445)
- Barthélemy d'Eyck (c. 1420 – după 1470)
- Jean Fouquet (1420 – 1481)
- fr (înainte de 1425 – 1450)
- Simon Marmion (c. 1425 – 1489)
- Nicolas Froment (c. 1435 – c. 1486)
- fr (? – 1494)
- Jean Poyer (c. 1445 – c. 1503)
- fr (c. 1450 – c. 1500)
- Jean Perréal (c. 1455 – c. 1530)
- Jean Bourdichon (c. 1456 – c. 1521)
- fr (fl. 1468 – după 1530) posibil maestrul Saint Giles⁠(d) (c. 1500)
- Jehan Bellegambe (c. 1470 – c. 1536)
- Jean Hey (fl. c. 1475 – c. 1505)
- Jean Clouet (1480 – 1541)
- Josse Lieferinxe (fl. c. 1493 – c. 1508)
- Nicolas Dipre (c. 1495 – 1532)
- fr (c. 1500 – 1568)
- Jean Cousin cel Bătrân (1500 – înainte de 1593)
- François Clouet (c. 1510 – 1572)
- fr (? – după 1549)
- Antoine Caron (1521 – 1599)
- Jean Cousin cel Tânăr (c. 1522 – 1595)
- Maestru al Florei⁠(d) [fr] (înainte de 1540 – 1560)
- François Quesnel (c. 1543 – 1619)
- fr (c. 1550 – 1608)
- Jacob Bunel (1558 – 1614)
- Toussaint Dubreuil (c. 1561 – 1602)
- Martin Fréminet (1567 – 1619)
- Philippe Millereau (c. 1570 – 1610)
- Ambroise Dubois (fl. c. 1570 – 1619)
- Quentin Varin (c. 1575 – 1626)
- Georges Lallemand (c. 1575 – 1636)

#### Activ în Franța
- Jean Malouel (neth. c. 1365 – 1415)
- Corneille de Lyon (neth. c. 1500 – 1575)
- Francesco Primaticcio (it. 1503 – 1570)
- fr (neth. înainte de 1512 – după 1538)
- fr (neth. înainte de 1518 – după 1541)

### Portugalia
- Grão Vasco (1475–1542)
- Gregorio Lopes (1490–1550)
- Francisco de Holanda (1517–1585)
- Cristóvão Lopes (1516–1594)
- Cristóvão de Figueiredo (?-c.1543)
- Jorge Afonso (1470–1540)
- António de Holanda (1480–1571)
- Cristóvão de Morais
- Nuno Gonçalves (c. 1425 – c. 1491)
- Francisco Henriques (?–1518)
- Frei Carlos (?–1540)

### Spania
- Jaume Huguet (1412–1492)
- Bartolomé Bermejo (c. 1440 – c. 1501)
- Paolo da San Leocadio (1447 – c. 1520)
- Pedro Berruguete (c. 1450 – 1504)
- Ayne Bru
- Juan de Flandes (c. 1460 – c. 1519)
- Luis de Morales (1512–1586)
- Alonso Sánchez Coello (1531–1588)
- El Greco (1541–1614)
- Juan Pantoja de la Cruz (1553–1608)

### Dalmația venețiană (Croația modernă)
- Giorgio da Sebenico (c. 1410 – 1475)
- Niccolò di Giovanni Fiorentino (1418–1506)
- Andrea Alessi (1425–1505)
- Francesco Laurana (c. 1430 – 1502)
- Giovanni Dalmata (c. 1440 – c. 1514)
- Nicolae de Ragusa (1460? – 1517)
- Andrea Schiavone (c. 1510/1515 – 1563)

## Lucrări
- Retalul din Gent, de Hubert și Jan van Eyck
- Portretul Arnolfini, de Jan van Eyck
- Tripticul Werl, de Robert Campin
- Tripticul Portinari, de Hugo van der Goes
- Coborârea de pe cruce, de Rogier van der Weyden
- Flagelarea lui Hristos, de Piero della Francesca
- Primavara, de Sandro Botticelli
- Plângerea lui Hristos, de Mantegna
- Cina cea de Taină, de Leonardo da Vinci
- Școala din Atena, de Rafael
- Tavanul Capelei Sixtine, de Michelangelo
- Portretul ecvestru al lui Carol al V-lea, de Titian
- Retabul de la Isenheim, de Matthias Grünewald
- Melencolia I, de Albrecht Dürer
- Ambasadorii, de Hans Holbein cel Tânăr
- Dipticul Melun, de Jean Fouquet
- Panouri Saint Vincent, de Nuno Gonçalves